# ArcelorMittal
ArcelorMittal é um conglomerado industrial multinacional de empresas de aço com sede em Luxemburgo. Foi formada em 2006, a partir da fusão da Mittal Steel Company e da Arcelor. ArcelorMittal é a maior produtora de aço do mundo, com uma produção anual de aço bruto de 93,6 milhões de toneladas a partir de 2012. Foi classificada na posição 91 na lista da Fortune Global 500 das maiores empresas do mundo, em 2013.
A empresa siderúrgica Mittal Steel, em 2006, comprou 191,3 milhões das ações da Arcelor. Este valor representa mais de dois terços do total que era negociado como capital flutuante na Bolsa de Valores de São Paulo. Desta forma, Mittal assumiu o controle de 96% das ações do grupo Arcelor. Com esta aquisição, o empresário de origem indiana Lakshmi Mittal, fundiu a Mittal Steel com a Arcelor, tornando-se o maior grupo siderúrgico do mundo.
A ArcelorMittal, presente em mais de 60 países, tem capacidade de produzir 130 milhões de toneladas de aço por ano e emprega, cerca de, 280 mil profissionais nas fábricas da Ásia, África, Américas e Europa. O lucro líquido em 2006 foi de 7,9 bilhões de dólares.

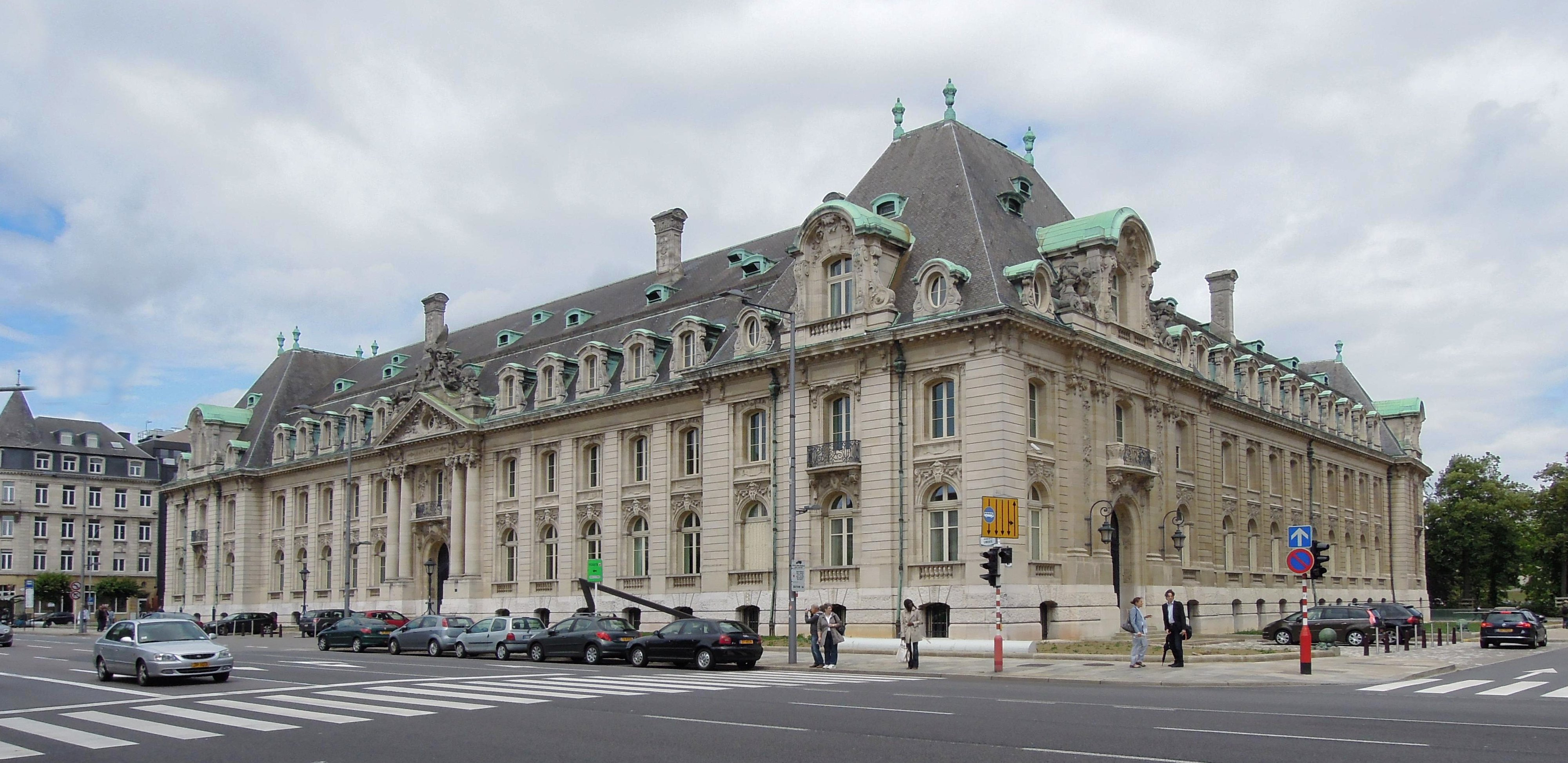
Edifício ARBED, antiga sede da ArcelorMittal, na Avenue de la Liberté, 19, Luxemburgo.